# 亨里克八世 (薩根公爵)
亨里克八世（波蘭語：Henryk VIII Wróbel，約1357年－1397年3月14日），薩根公爵，亨里克五世之子，1369年至1378年在位。

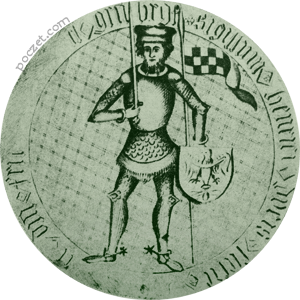
亨里克八世

## 家庭
1382年，亨里克八世與奧波列公爵瓦迪斯瓦夫二世的女兒卡塔齊娜結婚，兩人共有四個兒子：
1. 揚一世（約1385年—1439年）
2. 亨里克九世（約1388年—1467年）
3. 亨里克十世（英语：Henry X Rumpold）（約1390年—1423年）
4. 瓦茨瓦夫（英语：Wenceslaus of Krosno）（約1391年—1431年）